# Christ Church (Port Sunlight)
Koordinaten: 53° 21′ 12,2″ N, 2° 59′ 43,3″ W

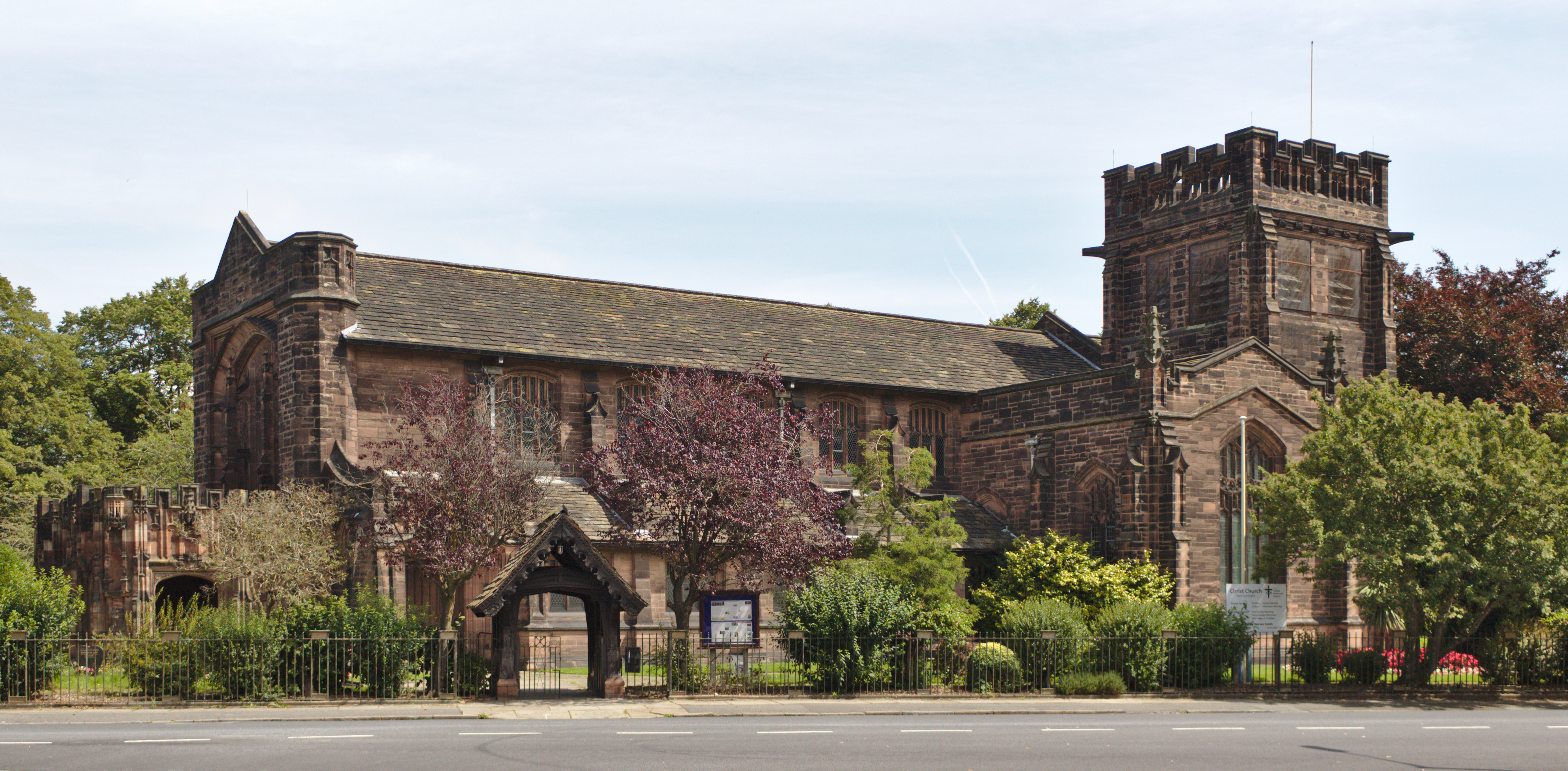
Ansicht von Südwesten

Die Christ Church ist eine Kirche am Church Drive in Port Sunlight, Wirral, Merseyside, England. Sie wird durch die United Reformed Church genutzt und ist von English Heritage als Listed Building im Grade II* geführt.

## Geschichte
Port Sunlight war einst eine Modellsiedlung und wurde erbaut für die Arbeiter der von William Lever gegründeten Seifenfabrik der Lever Brothers. Er ließ die Christ Church auf eigene Kosten zwischen 1902 und 1904 errichten; der Entwurf stammt von William und Segar Owen. Die Einweihung erfolgte am 8. Juni 1904. Die ursprünglich kongregationalistische Kirche wurde später von der United Reformed Church übernommen.

## Architektur

### Äußeres
Die Kirche wurde im neugotischen Stil aus rotem Sandstein aus Helsby in Cheshire gebaut, das Dach besteht aus Schieferplatten. Der Grundriss umfasst das Kirchenschiff mit sechs Jochen und den Obergaden, Seitenschiffen an Nord- und Südseite mit Halbdächern, dem Kirchenportal nach Südwesten, einem doppelten Querschiff an der Nordseite und einem Querschiff nach Süden. Eine gekantete Apsis mit dem Turm befindet sich im Südosten, am westlichen Ende das Lady Lever Memorial. Die Fenster an den Seitenschiffen und dem Klerestorium haben drei Öffnungen und Maßwerk im Perpendicular-Stil. An den Ecken am Westende des Bauwerks befinden sich kantige Vorsprünge, auf denen Brüstungen sitzen. Das Fenster nach Westen ist ein Tudorbogenfenster mit neun Fensteröffnungen. Die Querschiffe haben Strebewerke, auf deren Giebeln Fialen sitzen; im südlichen Querschiff gibt es einen Eingang. Auch am Turm gibt es Strebewerke. Der Turm selbst hat zwei mit Jalousien versehene Öffnungen für die Glocken und eine Brustwehr mit Zinnen. Das Lady Lever Memorial in Form einer Loggia mit drei Feldern ist reich verziert, Strebewerke, Fialen, Wandnischen und eine Brüstung.

### Ausstattung
In der Kirche finden bis zu 800 Personen Platz. Die Arkaden sind einfach, werden von Pfeilern ohne Kapitelle getragen. Die Innenausstattung wurde von Hatch and Sons gefertigt, und die Holzschnitzereien stammen von dem Bildhauer C. J. Allen; die Steingravuren fertigte J. J. Millson. Der Boden der Kirche ist aus schwarzem und weißem italienischem Marmor, das Kirchengestühl, die Abschirmwände und Altarretabel sind aus englischer Stieleiche, und die Dachschindeln aus kanadischer Pech-Kiefer. Den Großteil der Bleiglasfenster lieferten Heaton, Butler and Bayne, einschließlich des Fensters an der Ostseite mit seinen 16 Öffnungen, dem Fenster nach Westen und den Fenstern im südlichen Querschiff. Zwei Fenster zum Seitenschiff aus dem Jahr 1950 schuf Ervin Bossányi.
Die Orgel mit vier Manualen baute 1904 Henry Willis II von Henry Willis & Sons und restaurierte sie 2006/07.
Acht in einem Ring angebrachte Glocken goss die Firma Mears and Stainbank im Jahr 1904.
Das Lady Lever Memorial ist Grabstätte des 1925 verstorbenen William Lever und seiner bereits 1913 verstorbenen Frau. Darauf ruhen Bildnisse aus Bronze, die Sir W. Goscombe John schuf.

## Belege
1. 1 2 3 4 5 6 7 8  Homepage. Christ Church, Port Sunlight, abgerufen am 2. Dezember 2013 (englisch).
2. 1 2  Christ Church, Port Sunlight [1075492]. In: National Heritage List for England. Historic England, abgerufen am 2. Dezember 2013 (englisch).
3. 1 2 3 4  Clare Hartwell, Matthew Hyde, Edward Hubbard, Nikolaus Pevsner: Cheshire (= The Buildings of England). Yale University Press, New Haven und London 2011, ISBN 978-0-300-17043-6, S. 530–535 (englisch,  [1971]).
4. ↑  Cheshire Port Sunlight, Christ Church, (was Congregational), Church Drive (N04405). British Institute of Organ Studies, abgerufen am 2. Dezember 2013 (englisch).
5. ↑  Port Sunlight, Christ Church. Dove’s Guide for Church Bell Ringers, abgerufen am 2. Dezember 2013 (englisch).